# Drilliola loprestiana
Drilliola loprestiana é uma espécie de gastrópode do gênero Drilliola, pertencente à família Borsoniidae.